# Ktenosquamisis bicamella
Ktenosquamisis bicamella är en korallart som beskrevs av Philip Alderslade 1998. Ktenosquamisis bicamella ingår i släktet Ktenosquamisis och familjen Isididae. Inga underarter finns listade i Catalogue of Life.